# Zeuxia cinerea
Zeuxia cinerea là một loài ruồi trong họ Tachinidae.